# Jean Ayme
Pour les articles homonymes, voir Aymé.
John Louis Meilliard, connu sous le nom de scène Jean Ayme, né le 25 avril 1876 à La Chaux-de-Fonds en Suisse et mort le 17 janvier 1963 à Paris 10e est un acteur français.

## Filmographie
- Un film incertain sans date et anonyme Un duel sous Louis XV

### Années 1910
- 1911 : Au bord du gouffre de Louis Feuillade
- 1911 : La Tare de Louis Feuillade : Alphonse Marnier
- 1911 : Fidélité romaine de Louis Feuillade
- 1911 : La Fille du juge d'instruction / Bébé valet de pied de Louis Feuillade
- 1911 : Les Menottes de Louis Feuillade
- 1911 : Héliogabale / L'Orgie romaine de Louis Feuillade : Héliogabale
- 1911 : Les Parents de l'enfant prodigue de Louis Feuillade
- 1911 : Samson et Dalila [réalisateur anonyme]
- 1911 : La Souris blanche de Louis Feuillade
- 1911 : La Suspicion de Louis Feuillade
- 1911 : Les Vipères de Louis Feuillade
- 1911 : Aux lions les chrétiens / Les Martyrs chrétiens de Louis Feuillade
- 1912 : L'Anneau fatal, film en trois parties de Louis Feuillade
- 1912 : La Douleur d'aimer de Georges Denola
- 1912 : Le Mort vivant de Louis Feuillade : le procureur général
- 1912 : La Route du devoir de Georges Denola
- 1912 : Le Bonheur perdu de Henri Fescourt
- 1912 : La Vocation de Lolo de Georges Monca
- 1912 : Son passé de Henri Fescourt
- 1912 : Graziella la gitane de Léonce Perret
- 1912 : Main de fer de Léonce Perret
- 1912 : Le Mystère des roches de Kador de Léonce Perret : Me Létang de Jeandé
- 1912 : Bébé, Bout de Zan et le Voleur de Louis Feuillade
- 1913 : Par l'amour, film en 1 prologue et 2 parties de Léonce Perret : le lieutenant de police
- 1913 : Au fond du gouffre de Léonce Perret
- 1913 : Cent francs pour deux sous ou les pérégrinations d'un joueur heureux [réalisateur anonyme]
- 1913 : L'Ennui de vivre [réalisateur anonyme]
- 1913 : Le Ménestrel de la reine Anne de Louis Feuillade
- 1914 : La Jeunesse de Rocambole / Rocambole de Georges Denola
- 1914 : Les Exploits de Rocambole / Le Nouveau Rocambole de Georges Denola
- 1914 : Rocambole et l'Héritage du marquis de Morfontaine de Georges Denola
- 1914 : La Douleur d'aimer de Georges Denola
- 1915 : Les Vampires, film en 10 épisodes de Louis Feuillade : le grand vampire
- 1916 : Chouchou d'Henri Desfontaines
- 1916 : Le Dernier Rêve d'Henri Desfontaines
- 1916 : Le Geste de Georges Denola :  le docteur Deschellerin
- 1916 : Quand l'amour meurt de Raoul d'Auchy
- 1916 : La Joueuse d'orgue de Georges Denola : Robert
- 1916 : Son fils de Georges Denola : Desroches
- 1916 : Dette de sang de Gaston Leprieur
- 1916 : Jaloux de demain [réalisateur anonyme]
- 1917 : Le Balcon de la mort de Gaston Leprieur
- 1917 : Blessée au cœur [réalisateur anonyme]
- 1917 : Miséricorde / Madeleine de Camille de Morlhon
- 1917 : L'Orage de Camille de Morlhon : Jean Livernois
- 1917 : Le Roi de la mer de Jacques de Baroncelli
- 1917 : Le Secret de la comtesse de Georges Denola
- 1917 : L'Escapade de l'ingénue de Gaston Ravel
- 1918 : Lorena de Georges Tréville
- 1919 : Les Étapes d'une douleur - Uniquement la réalisation -
- 1919 : Ruiné par l'ambition de Louis Paglieri

### Années 1920
- 1920 : La Folie du doute de René Leprince : Paul Nervias
- 1923 : Koenigsmark de Léonce Perret : M. de Marsais
- 1924 : Paris de René Hervil
- 1925 : Monte-Carlo de Louis Mercanton
- 1926 : Muche / Je ne comprends pas de Robert Péguy
- 1927 : La Jalousie du barbouillé de Alberto Cavalcanti
- 1928 : L'Ingénu libertin d'Émilien Champetier : le comte de Puyfontaines
- 1928 : La Passion de Jeanne d'Arc de Carl Dreyer : un juge

### Années 1930
- 1932 : Le Soir des rois de Jean Daumery
- 1933 : Bach millionnaire de Henry Wulschleger
- 1933 : La Fille du régiment de Carl Lamac et Pierre Billon : Jérôme, le majordome
- 1933 : Six cent mille francs par mois de Léo Joannon
- 1934 : Le Dernier Milliardaire de René Clair  : un ministre
- 1934 : Le Secret d'une nuit de Félix Gandéra  : le metteur en scène
- 1935 : Valse royale ou Pour un baiser de Jean Grémillon : M. de Bornay
- 1936 : Avec le sourire de Maurice Tourneur : le duc de Gange
- 1936 : Courrier sud de Pierre Billon : le joaillier
- 1936 : Passé à vendre de René Pujol
- 1936 : Les Pattes de mouche de Jean Grémillon
- 1937 : Gueule d'amour de Jean Grémillon : le valet de chambre
- 1938 : La Marseillaise de Jean Renoir
- 1938 : Belle Étoile de Jacques de Baroncelli : le receleur
- 1938 : Café de Paris de Yves Mirande et Georges Lacombe : Le comte
- 1938 : La Fin du jour de Julien Duvivier : Victor
- 1938 : Katia de Maurice Tourneur
- 1938 : La Rue sans joie d'André Hugon : Level

### Période 1948-1950
- 1948 : Aux yeux du souvenir de Jean Delannoy
- 1948 : Impasse des Deux-Anges de Maurice Tourneur : un invité
- 1948 : Le Secret de Mayerling de Jean Delannoy : le nonce
- 1949 : Vient de paraître de Jacques Houssin : Bourgine
- 1949 : Fantômas contre Fantômas de Robert Vernay
- 1950 : Souvenirs perdus de Christian-Jaque : le patron

## Théâtre
- 1909 : Le Monsieur aux Chrysanthèmes, d'Amory au Nouveau théâtre d'art
- 1911 : L'Enfant de l'amour de Henry Bataille, Théâtre de la Porte-Saint-Martin
- 1911 : La Flambée de Henry Kistemaeckers, Théâtre de la Porte-Saint-Martin
- 1912 : Le Mystère de la chambre jaune de Gaston Leroux, Théâtre de l'Ambigu
- 1912 : La Crise de Paul Bourget et André Beaunier, Théâtre de la Porte-Saint-Martin
- 1914 : L'Épervier de Francis de Croisset, Théâtre de l'Ambigu-Comique
- 1921 : La Tendresse d'Henry Bataille, Théâtre du Vaudeville
- 1922 : Le Reflet de Pierre Frondaie, Théâtre Fémina
- 1923 : L'Esclave errante de Henry Kistemaeckers, Théâtre de Paris
- 1945 : La jalousie de Daisy Ramier de Jacques Aeschlimann, Radio-Lausanne
- 1947 : Le Misanthrope ou l'Atrabilaire amoureux de Molière, mise en scène Aimé Clariond, Théâtre des Célestins
- 1947 : La Termitière de Bernard-Charles Miel, mise en scène Aimé Clariond, Théâtre des Célestins
- 1947 : Azraël de André Josset, mise en scène Aimé Clariond, Théâtre des Célestins
- 1947 : Le Carrosse du Saint-Sacrement de Prosper Mérimée, mise en scène Aimé Clariond, Théâtre des Célestins
- 1948 : Milmort de Paul Demasy, mise en scène Aimé Clariond, Théâtre des Célestins
- 1950 : Monsieur de Saint-Obin de H. M. Harwood, mise en scène Aimé Clariond,   Théâtre des Célestins